# Pilawa
Pilawa es una ciudad de Polonia, en Mazovia. Es la cabecera del distrito (Gmina) de Pilawa, perteneciente al condado (Powiat) de Garwolin. Se encuentra aproximadamente a 59 km al sureste de Varsovia. Su población es de 4.278 habitantes.
Entre 1975 y 1998 perteneció al voivodato de Siedlce.

## Transporte
Pilawa es un importante nudo ferroviario, que está directamente conectada a muchas ciudades:
- Pilawa-Varsovia
- Pilawa-Dęblin-Lublin
- Pilawa-Mińsk Mazowiecki (Inactiva)

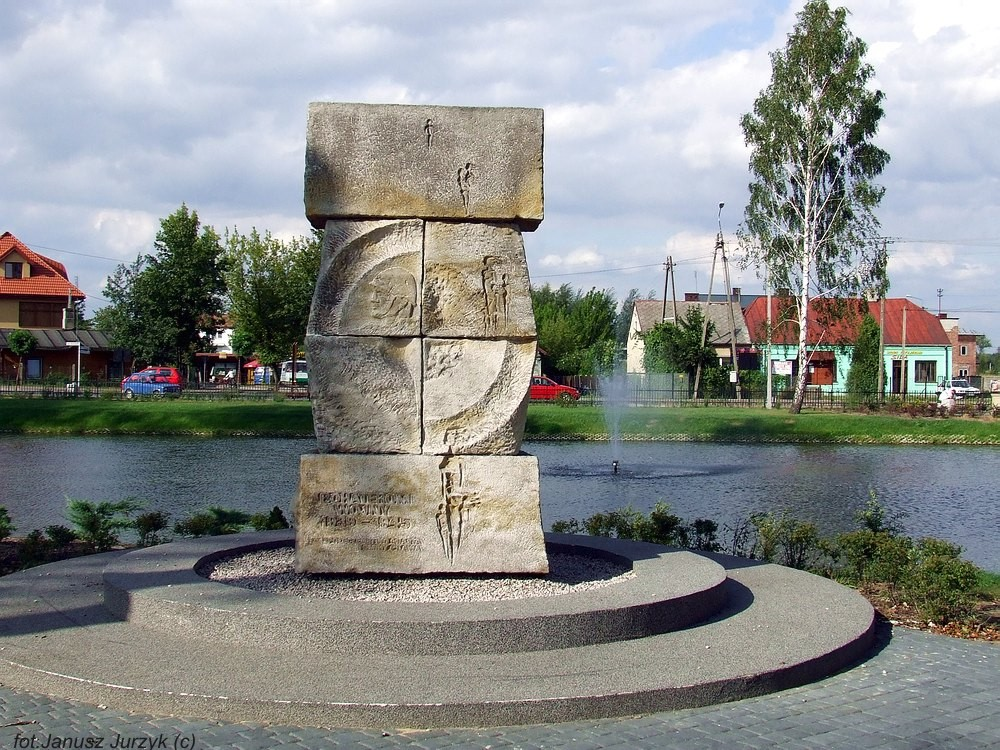
Monumento en Pilawa

- Pilawa-Skierniewice (Inactiva)
- Pilawa-Lukow (Inactiva)